# A Dallas Stars által draftolt játékosok listája
A Dallas Stars egy profi jégkorong csapat, mely az észak-amerikai legfelső ligában, az National Hockey League-ben játszik 1993 óta.

## Draftolt játékosok listája
- nem tartalmazza a jogelőd csapat játékosait

      Legalább egy mérkőzést játszott a Dallasban
| M | NHL-mérkőzések száma |
| G | NHL-gólok száma      |
| A | NHL-asszisztok száma |
| P | NHL-pontok száma     |
| B | NHL-büntetések száma |
| - | -------------------- |

### 1993-as draft
| Draft | Kör | #   | Játékos             | Nemzetiség                | Poszt       | Junior csapat                     | Junior liga           | M    | G   | A   | P   | B   |
| ----- | --- | --- | ------------------- | ------------------------- | ----------- | --------------------------------- | --------------------- | ---- | --- | --- | --- | --- |
| 1993  | 1   | 9   | Todd Harvey         | Kanada                    | Jobb szélső | Detroit Junior Red Wings          | Ontario Hockey League | 671  | 91  | 132 | 223 | 950 |
| 1993  | 2   | 35  | Jamie Langenbrunner | Amerikai Egyesült Államok | Jobb szélső | Cloquet High School               | USHS-MN               | 1109 | 243 | 420 | 663 | 837 |
| 1993  | 4   | 87  | Chad Lang           | Kanada                    | Kapus       | Peterborough Petes                | Ontario Hockey League |      |     |     |     |     |
| 1993  | 6   | 136 | Rick Mrozik         | Amerikai Egyesült Államok | Védő        | Cloquet High School               | USHS-MN               | 2    | 0   | 0   | 0   | 0   |
| 1993  | 6   | 139 | Per Svartvadet      | Svédország                | Bal szélső  | Modo Hockey                       | Elitserien            | 247  | 17  | 34  | 51  | 58  |
| 1993  | 7   | 165 | Jeremy Stasiuk      | Kanada                    | Jobb szélső | Spokane Chiefs                    | Western Hockey League |      |     |     |     |     |
| 1993  | 8   | 191 | Rob Lurtsema        | Amerikai Egyesült Államok | Szélső      | Burnsville High School            | USHS-MN               |      |     |     |     |     |
| 1993  | 10  | 243 | Jordan Willis       | Kanada                    | Kapus       | London Knights                    | Ontario Hockey League | 1    | 0   | 0   | 0   | 0   |
| 1993  | 10  | 249 | Bill Lang           | Kanada                    | Center      | North Bay Centennials             | Ontario Hockey League |      |     |     |     |     |
| 1993  | 11  | 269 | Cory Peterson       | Amerikai Egyesült Államok | Védő        | Bloomington Jefferson High School | USHS-MN               |      |     |     |     |     |

### 1994-es draft
| Draft | Kör | Választás | Játékos                | Nemzetiség  | Poszt       | Junior csapat          | Junior liga                           | M   | G  | A  | P  | B   |
| ----- | --- | --------- | ---------------------- | ----------- | ----------- | ---------------------- | ------------------------------------- | --- | -- | -- | -- | --- |
| 1994  | 1   | 20        | Jason Botterill        | Kanada      | Bal szélső  | University of Michigan | Central Collegiate Hockey Association | 88  | 5  | 9  | 14 | 89  |
| 1994  | 2   | 46        | Lee Jinman             | Kanada      | Center      | North Bay Centennials  | Ontario Hockey League                 |     |    |    |    |     |
| 1994  | 4   | 98        | Jamie Wright           | Kanada      | Bal szélső  | Guelph Storm           | Ontario Hockey League                 | 124 | 12 | 20 | 32 | 54  |
| 1994  | 5   | 124       | Marty Turco            | Kanada      | Kapus       | Cambridge High School  | USHS-MA                               | 543 | 0  | 22 | 22 | 168 |
| 1994  | 6   | 150       | Jevgenyij Petrocsinyin | Oroszország | Védő        | HC Szpartak Moszkva    | Nemzetközi Jégkorong Liga             |     |    |    |    |     |
| 1994  | 9   | 228       | Marty Flichel          | Kanada      | Jobb szélső | Tacoma Rockets         | Western Hockey League                 |     |    |    |    |     |
| 1994  | 10  | 254       | Jimmy Roy              | Kanada      | Bal szélső  | Thunder Bay Flyers     | United States Hockey League           |     |    |    |    |     |
| 1994  | 11  | 280       | Chris Szysky           | Kanada      | Bal szélső  | Swift Current Broncos  | Western Hockey League                 |     |    |    |    |     |

### 1995-ös draft
| Draft | Kör | Választás | Játékos            | Nemzetiség  | Poszt       | Junior csapat               | Junior liga                       | M    | G   | A   | P    | B    |
| ----- | --- | --------- | ------------------ | ----------- | ----------- | --------------------------- | --------------------------------- | ---- | --- | --- | ---- | ---- |
| 1995  | 1   | 11        | Jarome Iginla      | Kanada      | Jobb szélső | Kamloops Blazers            | Western Hockey League             | 1554 | 625 | 675 | 1300 | 1040 |
| 1995  | 2   | 37        | Patrick Côté       | Kanada      | Bal szélső  | Beauport Harfangs           | Québec Major Junior Hockey League | 105  | 1   | 2   | 3    | 377  |
| 1995  | 3   | 63        | Petr Buzek         | Csehország  | Védő        | HC Dukla Jihlava            | Cseh Extraliga                    | 157  | 9   | 22  | 31   | 94   |
| 1995  | 3   | 69        | Szergej Guszev     | Oroszország | Védő        | CSK VVS Szamara             | Nemzetközi Jégkorong Liga         | 89   | 4   | 10  | 14   | 34   |
| 1995  | 5   | 115       | Wade Strand        | Kanada      | Védő        | Regina Pats                 | Western Hockey League             |      |     |     |      |      |
| 1995  | 6   | 141       | Dominic Marleau    | Kanada      | Védő        | Victoriaville Tigres        | Québec Major Junior Hockey League |      |     |     |      |      |
| 1995  | 7   | 173       | Jeff Dewar         | Kanada      | Jobb szélső | Moose Jaw Warriors          | Western Hockey League             |      |     |     |      |      |
| 1995  | 8   | 193       | Andrej Kovesnyikov | Ukrajna     | Center      | HK Szokil Kijev             | Ukrán jégkorongbajnokság          |      |     |     |      |      |
| 1995  | 8   | 202       | Szergej Lucsinkin  | Oroszország | Jobb szélső | HK Dinamo Moszkva           | Nemzetközi Jégkorong Liga         |      |     |     |      |      |
| 1995  | 9   | 219       | Steve Lowe         | Kanada      | Center      | Sault Ste. Marie Greyhounds | Ontario Hockey League             |      |     |     |      |      |

### 1996-os draft
| Draft | Kör | Választás | Játékos          | Nemzetiség  | Poszt       | Junior csapat               | Junior liga               | M   | G  | A  | P   | B   |
| ----- | --- | --------- | ---------------- | ----------- | ----------- | --------------------------- | ------------------------- | --- | -- | -- | --- | --- |
| 1996  | 1   | 5         | Richard Jackman  | Kanada      | Védő        | Sault Ste. Marie Greyhounds | Ontario Hockey League     | 231 | 19 | 58 | 77  | 166 |
| 1996  | 3   | 70        | Jonathan Sim     | Kanada      | Bal szélső  | Sarnia Sting                | Ontario Hockey League     | 469 | 75 | 64 | 139 | 314 |
| 1996  | 4   | 90        | Mike Hurley      | Kanada      | Jobb szélső | Tri-City Americans          | Western Hockey League     |     |    |    |     |     |
| 1996  | 5   | 112       | Ryan Christie    | Kanada      | Bal szélső  | Owen Sound Platers          | Ontario Hockey League     | 7   | 0  | 0  | 0   | 0   |
| 1996  | 5   | 113       | Jevgenyij Cibuk  | Oroszország | Védő        | Torpedo Jaroszlavl          | Nemzetközi Jégkorong Liga |     |    |    |     |     |
| 1996  | 7   | 166       | Eoin McInerney   | Kanada      | Kapus       | London Knights              | Ontario Hockey League     |     |    |    |     |     |
| 1996  | 8   | 194       | Joel Kwiatkowski | Kanada      | Védő        | Prince George Cougars       | Western Hockey League     | 282 | 16 | 29 | 45  | 245 |
| 1996  | 9   | 220       | Nick Bootland    | Kanada      | Szélső      | Guelph Storm                | Ontario Hockey League     |     |    |    |     |     |

### 1997-es draft
| Draft | Kör | Választás | Játékos               | Nemzetiség  | Poszt      | Junior csapat         | Junior liga               | M   | G   | A   | P   | B    |
| ----- | --- | --------- | --------------------- | ----------- | ---------- | --------------------- | ------------------------- | --- | --- | --- | --- | ---- |
| 1997  | 1   | 25        | Brenden Morrow        | Kanada      | Bal szélső | Portland Winter Hawks | Western Hockey League     | 991 | 265 | 310 | 575 | 1362 |
| 1997  | 2   | 52        | Roman Ljasenko        | Oroszország | Center     | Torpedo Jaroszlavl    | Nemzetközi Jégkorong Liga | 139 | 14  | 9   | 23  | 55   |
| 1997  | 3   | 77        | Steve Gainey          | Kanada      | Bal szélső | Kamloops Blazers      | Western Hockey League     | 33  | 0   | 2   | 2   | 34   |
| 1997  | 4   | 105       | Marcus Kristoffersson | Svédország  | Bal szélső | Mora IK               | Elitserien                |     |     |     |     |      |
| 1997  | 5   | 132       | Teemu Elomo           | Finnország  | Bal szélső | HC TPS                | SM-liiga                  |     |     |     |     |      |
| 1997  | 6   | 160       | Alekszej Tyimkin      | Oroszország | Bal szélső | Torpedo Jaroszlavl    | Nemzetközi Jégkorong Liga |     |     |     |     |      |
| 1997  | 7   | 189       | Jeff McKercher        | Kanada      | Védő       | Barrie Colts          | Ontario Hockey League     |     |     |     |     |      |
| 1997  | 8   | 216       | Alekszej Komarov      | Oroszország | Védő       | Torpedo Jaroszlavl    | Nemzetközi Jégkorong Liga |     |     |     |     |      |
| 1997  | 9   | 242       | Brett McLean          | Kanada      | Center     | Kelowna Rockets       | Western Hockey League     | 385 | 56  | 106 | 162 | 204  |

### 1998-as draft
| Draft | Kör | Választás | Játékos          | Nemzetiség                | Junior csapat         | Junior Liga           | Poszt      | M   | G  | A  | P   | B   |
| ----- | --- | --------- | ---------------- | ------------------------- | --------------------- | --------------------- | ---------- | --- | -- | -- | --- | --- |
| 1998  | 2   | 39        | John Erskine     | Kanada                    | London Knights        | Ontario Hockey League | Védő       | 491 | 15 | 39 | 54  | 865 |
| 1998  | 2   | 57        | Tyler Bouck      | Kanada                    | Prince George Cougars | Western Hockey League | Bal szélső | 91  | 4  | 8  | 12  | 93  |
| 1998  | 3   | 86        | Gabriel Karlsson | Svédország                | HV71                  | Elitserien            | Bal szélső |     |    |    |     |     |
| 1998  | 6   | 153       | Pavel Patera     | Csehország                | AIK Ishockey          | Elitserien            | Center     | 32  | 2  | 7  | 9   | 8   |
| 1998  | 6   | 173       | Niko Kapanen     | Finnország                | HPK                   | SM-Liiga              | Center     | 397 | 36 | 90 | 126 | 160 |
| 1998  | 7   | 200       | Scott Perry      | Amerikai Egyesült Államok | Bostoni Egyetem       | Hockey East           | Center     |     |    |    |     |     |

### 1999-es draft
| Draft | Kör | Választás | Játékos            | Nemzetiség                | Poszt | A  | R |
| ----- | --- | --------- | ------------------ | ------------------------- | ----- | -- | - |
| 1999  | 2   | 32        | Michael Ryan       | Amerikai Egyesült Államok | LW    |    |   |
| 1999  | 2   | 66        | Dan Jancevski      | Kanada                    | D     | 7  |   |
| 1999  | 3   | 96        | Mathias Tjärnqvist | Svédország                | RW    | 69 |   |
| 1999  | 4   | 126       | Jeff Bateman       | Kanada                    | C     |    |   |
| 1999  | 5   | 156       | Gregor Baumgartner | Ausztria                  | RW    |    |   |
| 1999  | 6   | 184       | Justin Cox         | Kanada                    | C     |    |   |
| 1999  | 6   | 186       | Brett Draney       | Kanada                    | LW    |    |   |
| 1999  | 7   | 215       | Jeff MacMillan     | Kanada                    | D     | 4  |   |
| 1999  | 8   | 243       | Brian Sullivan     | Amerikai Egyesült Államok | D     |    |   |
| 1999  | 9   | 265       | Jamie Chamberlain  | Kanada                    | RW    |    |   |
| 1999  | 9   | 272       | Mihail Donyika     | Oroszország               | D     |    |   |

### 2000-es draft
| Draft | Kör | Választás | Játékos               | Nemzetiség  | Poszt | A   | R  |
| ----- | --- | --------- | --------------------- | ----------- | ----- | --- | -- |
| 2000  | 1   | 25        | Steve Ott             | Kanada      | C     | 566 | 34 |
| 2000  | 2   | 60        | Dan Ellis             | Kanada      | G     | 15  |    |
| 2000  | 3   | 68        | Joel Lundqvist        | Svédország  | C     | 134 | 25 |
| 2000  | 3   | 91        | Alekszej Tyerescsenko | Oroszország | C     |     |    |
| 2000  | 4   | 123       | Vagyim Homitszkij     | Oroszország | D     |     |    |
| 2000  | 5   | 139       | Ruslan Bernikov       | Oroszország | RW    |     |    |
| 2000  | 5   | 162       | Artem Csernov         | Oroszország | C     |     |    |
| 2000  | 6   | 192       | Ladislav Vlček        | Csehország  | C     |     |    |
| 2000  | 7   | 219       | Marco Tuokko          | Finnország  | LW    |     |    |
| 2000  | 7   | 224       | Antti Miettinen       | Finnország  | RW    | 238 | 24 |

### 2001-es draft
| Draft | Kör | Választás | Játékos          | Nemzetiség                | Poszt | A   | R |
| ----- | --- | --------- | ---------------- | ------------------------- | ----- | --- | - |
| 2001  | 1   | 25        | Jason Bacashihua | Amerikai Egyesült Államok | G     |     |   |
| 2001  | 3   | 70        | Yared Hagos      | Svédország                | C     |     |   |
| 2001  | 3   | 92        | Anthony Aquino   | Kanada                    | RW    |     |   |
| 2001  | 4   | 126       | Daniel Volráb    | Csehország                | C     |     |   |
| 2001  | 5   | 161       | Mike Smith       | Kanada                    | G     | 45  |   |
| 2001  | 6   | 167       | Michal Blažek    | Csehország                | D     |     |   |
| 2001  | 6   | 192       | Jussi Jokinen    | Finnország                | LW    | 215 | 9 |
| 2001  | 8   | 255       | Marco Rosa       | Kanada                    | C     |     |   |
| 2001  | 9   | 265       | Dale Sullivan    | Kanada                    | RW    |     |   |
| 2001  | 9   | 285       | Marek Tomica     | Csehország                | LW    |     |   |

### 2002-es draft
| Draft | Kör | Választás | Játékos           | Nemzetiség                | Poszt      | A   | R  |
| ----- | --- | --------- | ----------------- | ------------------------- | ---------- | --- | -- |
| 2002  | 1   | 26        | Martin Vágner     | Csehország                | Védő       |     |    |
| 2002  | 2   | 32        | Vas János         | Magyarország              | Bal szélső |     |    |
| 2002  | 2   | 34        | Tobias Stephan    | Svájc                     | Kapus      | 11  |    |
| 2002  | 2   | 42        | Marius Holtet     | Norvégia                  | Center     |     |    |
| 2002  | 2   | 43        | Trevor Daley      | Kanada                    | Védő       | 688 | 35 |
| 2002  | 3   | 78        | Geoff Waugh       | Kanada                    | Védő       |     |    |
| 2002  | 4   | 110       | Jarkko Immonen    | Finnország                | Center     |     |    |
| 2002  | 5   | 147       | David Bararuk     | Kanada                    | Bal szélső |     |    |
| 2002  | 6   | 180       | Kirill Szidorenko | Oroszország               | Center     |     |    |
| 2002  | 7   | 210       | Bryan Hamm        | Kanada                    | Védő       |     |    |
| 2002  | 8   | 243       | Tuomas Mikkonen   | Finnország                | Bal szélső |     |    |
| 2002  | 9   | 273       | Ned Havern        | Amerikai Egyesült Államok | Bal szélső |     |    |

### 2003-as draft
| Draft | Kör | Választás | Játékos           | Nemzetiség                | Poszt       | A   | R  |
| ----- | --- | --------- | ----------------- | ------------------------- | ----------- | --- | -- |
| 2003  | 2   | 33        | Loui Eriksson     | Svédország                | Bal szélső  | 501 | 22 |
| 2003  | 2   | 36        | Vojtěch Polák     | Csehország                | Jobb szélső | 5   |    |
| 2003  | 2   | 54        | Brandon Crombeen  | Amerikai Egyesült Államok | Jobb szélső | 23  | 5  |
| 2003  | 3   | 99        | Matt Nickerson    | Amerikai Egyesült Államok | Védő        |     |    |
| 2003  | 4   | 134       | Alekszandr Naurov | Oroszország               | Bal szélső  |     |    |
| 2003  | 5   | 144       | Eero Kilpeläinen  | Finnország                | Kapus       |     |    |
| 2003  | 5   | 165       | Gino Guyer        | Amerikai Egyesült Államok | Center      |     |    |
| 2003  | 6   | 185       | Francis Wathier   | Kanada                    | Bal szélső  | 10  |    |
| 2003  | 6   | 195       | Drew Bagnall      | Kanada                    | Védő        |     |    |
| 2003  | 6   | 196       | Elias Granath     | Svédország                | Védő        |     |    |
| 2003  | 8   | 259       | Niko Vainio       | Finnország                | Védő        |     |    |

### 2004-es draft
| Draft | Kör | Választás | Játékos           | Nemzetiség                | Poszt       | A   | R  |
| ----- | --- | --------- | ----------------- | ------------------------- | ----------- | --- | -- |
| 2004  | 1   | 28        | Mark Fistric      | Kanada                    | Védő        | 257 | 9  |
| 2004  | 2   | 34        | Johan Fransson    | Svédország                | Védő        |     |    |
| 2004  | 2   | 52        | Raymond Sawada    | Kanada                    | Jobb szélső | 11  |    |
| 2004  | 2   | 56        | Nicklas Grossmann | Svédország                | Védő        | 333 | 18 |
| 2004  | 3   | 86        | John Lammers      | Kanada                    | Bal szélső  |     |    |
| 2004  | 4   | 104       | Fredrik Näslund   | Svédország                | Bal szélső  |     |    |
| 2004  | 6   | 183       | Trevor Ludwig     | Amerikai Egyesült Államok | Védő        |     |    |
| 2004  | 7   | 218       | Szergej Kukuskin  | Fehéroroszország          | Bal szélső  |     |    |
| 2004  | 8   | 248       | Lukas Vomela      | Csehország                | Védő        |     |    |
| 2004  | 9   | 280       | Matt McKnight     | Kanada                    | Center      |     |    |

### 2005-ös draft
| Draft | Kör | Választás | Játékos         | Nemzetiség                | Poszt       | A   | R  |
| ----- | --- | --------- | --------------- | ------------------------- | ----------- | --- | -- |
| 2005  | 1   | 28        | Matt Niskanen   | Amerikai Egyesült Államok | Védő        | 277 | 16 |
| 2005  | 2   | 33        | James Neal      | Kanada                    | Bal szélső  | 214 |    |
| 2005  | 3   | 71        | Richard Clune   | Kanada                    | Bal szélső  |     |    |
| 2005  | 3   | 75        | Perttu Lindgren | Finnország                | Center      | 1   |    |
| 2005  | 5   | 146       | Tom Wandell     | Svédország                | Center      | 229 |    |
| 2005  | 5   | 160       | Matt Watkins    | Kanada                    | Jobb szélső |     |    |
| 2005  | 7   | 223       | Pat McGann      | Amerikai Egyesült Államok | Kapus       |     |    |

### 2006-os draft
| Draft | Kör | Választás | Játékos           | Nemzetiség                | Poszt      | A  | R |
| ----- | --- | --------- | ----------------- | ------------------------- | ---------- | -- | - |
| 2006  | 1   | 27        | Ivan Visnyovszkij | Oroszország               | Védő       | 5  |   |
| 2006  | 3   | 90        | Aaron Snow        | Kanada                    | Bal szélső |    |   |
| 2006  | 4   | 120       | Richard Bachman   | Amerikai Egyesült Államok | Kapus      | 32 |   |
| 2006  | 5   | 138       | David McIntyre    | Kanada                    | Center     |    |   |
| 2006  | 5   | 150       | Max Warn          | Finnország                | Bal szélső |    |   |

### 2007-es draft
| Draft | Kör | Választás | Játékos            | Nemzetiség                | Poszt       | A   | R |
| ----- | --- | --------- | ------------------ | ------------------------- | ----------- | --- | - |
| 2007  | 2   | 50        | Nico Sacchetti     | Amerikai Egyesült Államok | Center      |     |   |
| 2007  | 3   | 64        | Szergej Korosztyin | Oroszország               | Jobb szélső |     |   |
| 2007  | 4   | 112       | Colton Sceviour    | Kanada                    | Jobb szélső | 99  | 6 |
| 2007  | 5   | 128       | Austin Smith       | Amerikai Egyesült Államok | Jobb szélső |     |   |
| 2007  | 5   | 129       | Jamie Benn         | Kanada                    | Bal szélső  | 344 | 6 |
| 2007  | 5   | 136       | Ondřej Roman       | Csehország                | Bal szélső  |     |   |
| 2007  | 5   | 149       | Michael Neal       | Kanada                    | Bal szélső  |     |   |
| 2007  | 6   | 172       | Luke Gazdic        | Kanada                    | Bal szélső  |     |   |

### 2008-as draft
| Draft | Kör | Választás | Játékos           | Nemzetiség | Poszt  | A  | R |
| ----- | --- | --------- | ----------------- | ---------- | ------ | -- | - |
| 2008  | 2   | 59        | Tyler Beskorowany | Kanada     | Kapus  |    |   |
| 2008  | 3   | 89        | Scott Winkler     | Norvégia   | Center |    |   |
| 2008  | 5   | 149       | Philip Larsen     | Dánia      | Védő   | 95 |   |
| 2008  | 6   | 176       | Matt Tassone      | Kanada     | Center |    |   |
| 2008  | 7   | 209       | Mike Bergin       | Kanada     | Védő   |    |   |

### 2009-es draft
| Draft | Kör | Választás | Játékos         | Nemzetiség | Poszt       | A  | R |
| ----- | --- | --------- | --------------- | ---------- | ----------- | -- | - |
| 2009  | 1   | 8         | Scott Glennie   | Kanada     | Jobb szélső | 1  |   |
| 2009  | 2   | 38        | Alex Chiasson   | Kanada     | Jobb szélső | 88 | 6 |
| 2009  | 3   | 69        | Reilly Smith    | Kanada     | Jobb szélső | 40 |   |
| 2009  | 5   | 129       | Tomáš Vincour   | Csehország | Center      | 88 |   |
| 2009  | 6   | 159       | Curtis McKenzie | Kanada     | Bal szélső  | 36 |   |

### 2010-es draft
| Draft | Kör | Választás | Játékos        | Nemzetiség                | Poszt      | A  | R |
| ----- | --- | --------- | -------------- | ------------------------- | ---------- | -- | - |
| 2010  | 1   | 11        | Jack Campbell  | Amerikai Egyesült Államok | Kapus      | 1  |   |
| 2010  | 2   | 41        | Patrik Nemeth  | Svédország                | Védő       | 30 | 5 |
| 2010  | 3   | 77        | Alex Guptill   | Kanada                    | Bal szélső |    |   |
| 2010  | 4   | 109       | Alex Theriau   | Kanada                    | Védő       |    |   |
| 2010  | 5   | 131       | John Klingberg | Svédország                | Védő       | 65 |   |

### 2011-es draft
| Draft | Kör | Választás | Játékos         | Nemzetiség                | Poszt       | A  | R |
| ----- | --- | --------- | --------------- | ------------------------- | ----------- | -- | - |
| 2011  | 1   | 14        | Jamie Oleksiak  | Kanada                    | Védő        | 59 |   |
| 2011  | 2   | 44        | Brett Ritchie   | Kanada                    | Jobb szélső | 31 |   |
| 2011  | 4   | 105       | Emil Molin      | Svédország                | Center      |    |   |
| 2011  | 5   | 135       | Troy Vance      | Amerikai Egyesült Államok | Védő        |    |   |
| 2011  | 6   | 165       | Matěj Stránský  | Csehország                | Jobb szélső |    |   |
| 2011  | 7   | 195       | Jyrki Jokipakka | Finnország                | Védő        | 51 |   |

### 2012-es draft
| Draft | Kör | Választás | Játékos        | Nemzetiség  | Poszt       | A | R |
| ----- | --- | --------- | -------------- | ----------- | ----------- | - | - |
| 2012  | 1   | 13        | Radek Faksa    | Csehország  | Center      |   |   |
| 2012  | 2   | 43        | Ludwig Byström | Svédország  | Védő        |   |   |
| 2012  | 2   | 54        | Mike Winther   | Kanada      | Center      |   |   |
| 2012  | 2   | 61        | Devin Shore    | Kanada      | Center      |   |   |
| 2012  | 3   | 74        | Esa Lindell    | Finnország  | Védő        |   |   |
| 2012  | 4   | 104       | Gemel Smith    | Kanada      | Center      |   |   |
| 2012  | 5   | 134       | Brandon Troock | Kanada      | Jobb szélső |   |   |
| 2012  | 5   | 144       | Henri Kiviaho  | Finnország  | Kapus       |   |   |
| 2012  | 7   | 183       | Dmitri Snitsyn | Oroszország | Védő        |   |   |

### 2013-as draft
| Draft | Kör | Választás | Játékos             | Nemzetiség  | Poszt       | A  | R |
| ----- | --- | --------- | ------------------- | ----------- | ----------- | -- | - |
| 2013  | 1   | 10        | Valerij Nyicsuskin  | Oroszország | Jobb szélső | 86 | 6 |
| 2013  | 1   | 29        | Jason Dickinson     | Kanada      | Center      |    |   |
| 2013  | 2   | 40        | Remi Elie           | Kanada      | Bal szélső  |    |   |
| 2013  | 2   | 54        | Philippe Desrosiers | Kanada      | Kapus       |    |   |
| 2013  | 3   | 68        | Niklas Hansson      | Svédország  | Védő        |    |   |
| 2013  | 4   | 101       | Nicholas Paul       | Kanada      | Bal szélső  |    |   |
| 2013  | 5   | 131       | Cole Ully           | Kanada      | Bal szélső  |    |   |
| 2013  | 5   | 149       | Matej Paulovič      | Szlovákia   | Bal szélső  |    |   |
| 2013  | 7   | 182       | Aleksi Mäkelä       | Finnország  | Védő        |    |   |

### 2014-es draft
| Draft | Kör | Választás | Játékos             | Nemzetiség                | Poszt      | A  | R |
| ----- | --- | --------- | ------------------- | ------------------------- | ---------- | -- | - |
| 2014  | 1   | 14        | Julius Honka        | Finnország                | Védő       | 16 |   |
| 2014  | 2   | 45        | Brett Pollock       | Kanada                    | Center     |    |   |
| 2014  | 3   | 75        | Alex Peters         | Kanada                    | Védő       |    |   |
| 2014  | 4   | 105       | Michael Prapavessis | Kanada                    | Védő       |    |   |
| 2014  | 5   | 115       | Brent Moran         | Kanada                    | Kapus      |    |   |
| 2014  | 5   | 135       | Miro Karjalainen    | Finnország                | Védő       |    |   |
| 2014  | 6   | 154       | Aaron Haydon        | Amerikai Egyesült Államok | Védő       |    |   |
| 2014  | 6   | 165       | John Nyberg         | Svédország                | Bal szélső |    |   |
| 2014  | 7   | 195       | Patrick Sanvido     | Kanada                    | Védő       |    |   |

### 2015-ös draft
| Draft | Kör | Választás | Játékos        | Nemzetiség                | Poszt       | A | R |
| ----- | --- | --------- | -------------- | ------------------------- | ----------- | - | - |
| 2015  | 1   | 12        | Denis Gurjanov | Oroszország               | Jobb szélső | 1 |   |
| 2015  | 2   | 49        | Roope Hintz    | Finnország                | Bal szélső  | 3 |   |
| 2015  | 4   | 103       | Chris Martenet | Amerikai Egyesült Államok | Védő        |   |   |
| 2015  | 5   | 133       | Joseph Cecconi | Amerikai Egyesült Államok | Védő        |   |   |
| 2015  | 3   | 163       | Markus Ruusu   | Finnország                | Kapus       |   |   |

### 2016-os draft
| Draft | Kör | Választás | Játékos           | Nemzetiség                | Poszt       | A | R |
| ----- | --- | --------- | ----------------- | ------------------------- | ----------- | - | - |
| 2016  | 1   | 25        | Riley Tufte       | Amerikai Egyesült Államok | Bal szélső  |   |   |
| 2016  | 3   | 90        | Fredrik Karlstrom | Svédország                | Center      |   |   |
| 2016  | 4   | 116       | Rhett Gardner     | Kanada                    | Center      |   |   |
| 2016  | 4   | 116       | Colton Point      | Kanada                    | Kapus       |   |   |
| 2016  | 5   | 146       | Nicholas Caamano  | Kanada                    | Jobb szélső |   |   |
| 2016  | 6   | 176       | Jakob Stenqvist   | Svédország                | Védő        |   |   |